# Hercostomus anae
Hercostomus anae är en tvåvingeart som beskrevs av Zhang, Yang och Kazuhiro Masunaga 2007. Hercostomus anae ingår i släktet Hercostomus och familjen styltflugor. Inga underarter finns listade i Catalogue of Life.